# Vincenzo Lavigna
Vincenzo Lavigna (Altamura, 21 de febrer de 1776 – Milà, 14 de setembre de 1836) fou un compositor italià.
Es donà a conèixer el 1802 amb l'òpera La muta per amore, estrenada amb èxit brillant en el teatre de La Scala, de Milà. Des de 1809 ocupà el càrrec de Maestro al cembalo, d'aquell teatre.
A més de la citada, va escriure les òperes següents:
- L'idolo di se stesso (1803);
- L'impodtore avvilito (1804);
- Il Coriolano (1806);
- Di posta in posta (1808);
- Zaïra (1809);
- Orcamo (1809);
- Chi's e risto s'e visto (1810).

- També va compondre música pels ballets Gengis-Kan (1802) i Emilio e Carolina (1804).